# زیر و رو شدن
زیر و رو شدن (به انگلیسی: Wearing the Inside Out) نام ششمین ترانهٔ آلبوم سال ۱۹۹۴ پینک‌فلوید، ناقوس جدایی است. این ترانه به وسیلهٔ ریچارد رایت و آنتونی مور نوشته و توسط ریچارد رایت و دیوید گیلمور خوانده شده است.
این ترانه اولین و همچنین آخرین ترانه پس از آلبوم موفق نیمه تاریک ماه است که ریچارد رایت در آن نقش خوانندهٔ اصلی گروه را دارد. آخرین ترانهٔ پینک‌فلوید با صدای ریچارد رایت، زمان بود. همچنین، «زیر و رو شدن» تنها ترانهٔ آلبوم ناقوس جدایی است که «دیوید گیلمور» هیچ نقشی در نوشتنش ندارد.
نام ابتدایی ترانه در هنگام تهیهٔ کار، «اوریکا (به انگلیسی: Evrika)» بود. دو ویدئو دموی این ترانه که گروه را در حال تمرین نشان می‌دهد در نسخهٔ لوکس آلبوم رود بی‌انتها و نسخهٔ لوکس آی‌تیونز وجود دارد.

## اجرای زنده
این ترانه هیچ‌گاه در کنسرت‌های «پینک‌فلوید» اجرا نشد ولی ریچارد رایت، دیوید گیلمور را در تور سال ۲۰۰۶ مربوط به آلبوم شخصی گیلمور با نام «در یک جزیره»، همراهی کرد و به عنوان کیبوردیست و خوانندهٔ آهنگ اجرای زنده داشت.

## مشارکت‌کنندگان
- ریچارد رایت - کیبورد، خواننده اصلی
- دیوید گیلمور - گیتار، خواننده، گیتار بیس
- نیک میسون - درام، پرکاشن

به همراه:
- دیک پری - ساکسیفون
- سم براون - هم‌خوان
- دورگا مک‌بروم - هم‌خوان
- کرول کنیون - هم‌خوان